# Метрополітен Сан-Паулу
Метрополітен Сан-Паулу (порт. Metrô de São Paulo) — система ліній метрополітену в місті Сан-Паулу, Бразилія. Є першим і найбільшим метрополітеном країни, а також найбільш завантаженим метрополітеном Південної Америки. Система була відкрита в 1974 році, сумарна довжина її ліній становить 61,3 км. Метрополітен складається з 4 ліній і 55 станцій. Щоденний пасажиропотік становить близько 3 200 000 чоловік (дані на 2008 рік).
Лінії метро іменуються за номерами і за кольорами: Лінія 1 — синя, Лінія 2 — зелена, Лінія 3 — червона і Лінія 5 — лілова. Лінія 5 на південному заході міста (Капау-Редонду — Ларгу-Трезі) поки що не зв'язана з іншими трьома лініями. Лінія 4 — жовта — знаходиться в процесі будування, її перша черга намічена до відкриття до кінця 2010 року.

## Історія
Довгий час в Сан-Паулу, як і в цілому в Бразилії, метрополітену не додавалося великого значення. Основний акцент робився на розвиток автотранспорту. Будівництво метро в Сан-Паулу почалося лише в грудні 1968 року з лінії Norte-Sul («Північ-Південь»), перейменованої пізніше в Лінію 1 — синю. Перший поїзд пройшов в 1972 році за маршрутом Жабакуара — Сауді. Комерційна експлуатація почалася лише з 14 вересня 1974 року.
Найбільш мастабний проєкт розширення метро почався в 2004 році, коли почала будуватися Лінія 4 (жовта) довжиною 12,8 км, що матиме 11 станцій, призначена веревозити до 1 млн чоловік на добу. За проєктом також має бути значно продовжена Лінія 2 (2 станції вже було додано в 2006 і одна в 2007 роках). Крім того, зараз ведеться розширення Лінії 5 на 11,4 км, що звяже її з рештою системи, і будується 28-кілометрова лінія-експрес до аеропорту. Одночасно ведеться розширення залізничної системи CPTM, що після закінчення збельшість можливість перевезення на кілька млн пасажирів щоденно. Обидві системи до 2014 року за планами матимуть можливість перевезення до 7 млн пасажирів, на 2 млн більше ніж зараз.

## Лінії
| # | Назва             | Кінцеві станції                            | Рік відкриття | Довжина, км | Кількість станцій |
| - | ----------------- | ------------------------------------------ | ------------- | ----------- | ----------------- |
| 1 | Лінія 1 (синя)    | Тукуруві ↔ Жабакуара                       | 1974          | 20,2        | 23                |
| 2 | Лінія 2 (зелена)  | Віла-Мадалена ↔ Алту-ду-Іпіранга           | 1991          | 10,7        | 12 (14)           |
| 3 | Лінія 3 (червона) | Палмейрас-Барра-Фунда ↔ Корінтіанс-Ітакера | 1979          | 22          | 18                |
| 4 | Лінія 4 (жовта)   | Лус ↔ Віла-Соня                            | 2010          | (12,8)      | (11)              |
| 5 | Лінія 5 (лілова)  | Capão Redondo ↔ Largo Treze                | 2002          | 8,4 (21)    | 6 (16)            |

Числа в дужках відносяться до станцій, що будуються.

## Цікаві факти
- На відміну від багатьох інших метрополітенів світу (у тому числі і Бразилії), в Сан-Паулу назви станцій оголошуються машиністом, а не звучать в запису.
- На Лінії 1 є станція з назвою «Арменія» (Вірменія). Станція була названа так в 1985 році на честь вихідців з Вірменії, що проживають навколо неї.
- У метрополітені Сан-Паулу дозволено провозити велосипеди.